# Flora (Francesco Melzi)
Flora (también La Columbina o Columbine) es un cuadro del pintor italiano Francesco Melzi (1491-1570), acabado hacia 1520. Representa a Flora, la diosa de la primavera y las flores en la mitología romana, un tema popular entre los artistas del Renacimiento. La pintura estaba en 1649 en la colección de la reina de Francia María de Médici y ha estado en la colección del Museo del Hermitage de San Petersburgo (Rusia) desde 1850. 

## Análisis
Flora fue pintada en el estilo típico de los leonardeschi o “leonardescos” (artistas seguidores del estilo de Leonardo da Vinci), utilizando el característico tipo facial femenino de Leonardo, con los ojos bajos y una sonrisa tensa, su técnica del sfumato y las representaciones geológicas y botánicas propias de su estilo. En la composición, Flora está sentada en una gruta, rodeada de helechos y hiedra. Viste al antiguo modo romano, con una estola blanca bordada en oro y con una palla azul arrojada sobre un hombro. En su regazo hay jazmines blancos, y en su mano izquierda sostiene una ramita de aguileña, que anteriormente dio título a la pintura. 
Las plantas que rodeaban a Flora tenían un significado simbólico para los espectadores de los siglos XVI y XVII. Por ejemplo, la aguileña, también conocida como aquilegia, es un símbolo de fertilidad. Junto con el pecho expuesto de Flora, la aguileña enfatiza su papel de 'madre de las flores'. El jazmín en su propia mano derecha simboliza la pureza. Las anémonas en los pliegues de su palla, en la esquina inferior izquierda de la imagen, representan el renacimiento. En la antigua Grecia las anémonas también eran la flor del viento; por lo que estas flores también hacen referencia al matrimonio de Flora con Céfiro, dios del viento del oeste. La hiedra en la parte superior derecha representa la eternidad, y el helecho en la parte superior izquierda refleja la soledad de la gruta.

## Atribución
Melzi fue alumno de Leonardo da Vinci y la técnica que utilizó en esta pintura refleja tan bien la de su maestro que se pensó que era una obra autógrafa de Leonardo cuando fue comprada por encargo del zar Nicolás I para el Hermitage. Una vez en el museo los estudiosos atribuyeron la pintura a diversos miembros del grupo de los leonardeschi: en 1871 Joseph Crowe y Giovanni Cavalcaselle argumentaron que debería atribuirse a Andrea Solari; en 1892 Giovanni Morelli afirmó que fue pintado por Giampietrino; y en 1899 George C. Williamson afirmó que era de Bernardino Luini . Claude Phillips llamó a Flora un "rompecabezas" y sentía que el dibujo subyacente de la obra pertenecía a Leonardo mientras la pintura había sido ejecutada por un alumno.
La atribución de Flora a Melzi se basa en similitudes cercanas entre la pintura y otras obras del artista, especialmente Vertumno y Pomona en la Gemäldegalerie en Berlín. Adolfo Venturi escribió que "los mismos seductores y tiernos encantos femeninos, y el mismo espíritu helénico se repiten en la Columbina" y en Vertumno y Pomona. Rodman Henry también notó esta similitud, aunque argumentó que no había evidencia de que Melzi fuera un artista en ejercicio, por lo que las pinturas no se le podían atribuir. Sin embargo, las huellas de la firma de Melzi se descubrieron en la esquina inferior izquierda de Flora en 1963, lo que fortaleció aún más la atribución.
Junto con Flora y Columbine, la pintura a veces ha sido llamada "Vanidad", así como "Gioconda". También fue conocida como "Retrato de Madame Babou de la Bourdaisière" cuando se pensó que podría ser un retrato de la amante de Francisco I.

## Procedencia

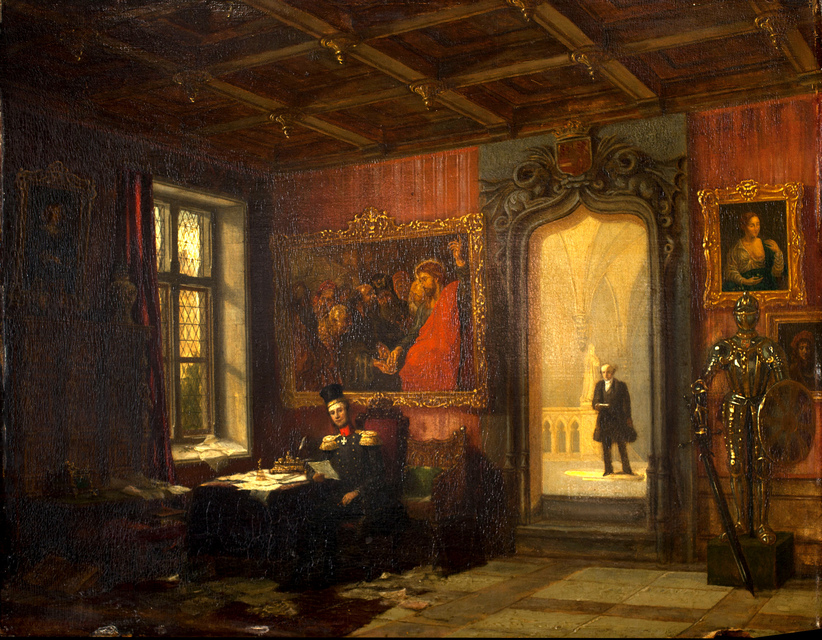
H. Wijnands, El rey Guillermo II en el Palacio Kneuterdijk en La Haya, 1847. Óleo sobre tabla, 33 x 43 cm. Stichting Historische Verzamelingen van het Huis Oranje-Nassau, La Haya. En la esquina superior derecha se muestra Flora colgando sobre una armadura.

La historia conocida de la propiedad de la pintura es la siguiente:
- Hacia 1520, pintada por Francesco Melzi.
- 1649, mencionada en la colección póstuma de la reina de Francia María de Medici.
- Colección del duque de Orléans, probablemente incorporada por el duque Felipe II. Luego, por herencia al duque Luis I de Orléans y luego a Luis Felipe II de Orléans.
- 1790, vendido al vizconde Edouard de Walckiers en Bruselas.
- 1824 (?), vendido de la colección de (Daniel? ) Danoot en Bruselas al rey Guillermo II de los Países Bajos.[16]
- 1850, vendido en La Haya a Fëdor Bruni, agente del zar Nicolás I, por 40.000 ƒ. Luego adquirido por el Museo del Hermitage, San Petersburgo, Rusia (en ese momento fue atribuido nuevamente a Francesco Melzi y renombrado Flora ).

## Condición
Flora fue pintada sobre un panel de madera desde el que fue transferido a lienzo en el siglo XIX. A pesar de esto, consta que las capas de pintura están en buenas condiciones, con un dibujo interior bien conservado y pequeñas pérdidas y abrasiones en la superficie.
En 2019, la pintura se sometió a un tratamiento de conservación realizado por Maria Vyacheslavovna Shulepova (Марией Вячеславовной Шулеповой) del Museo Estatal del Hermitage. Antes, la pintura estaba cubierta con un barniz amarillento que oscurecía los detalles y alisaba la apariencia del fondo. El barniz también hizo que la palla de color azul ultramarino que viste Flora pareciera verde. El análisis de las capas de pintura reveló además que Melzi no "hizo trampa" al pintar la palla sino que usó veladuras del caro y auténtico pigmento azul ultramarino (que se obtenía moliendo lapislázuli) en vez de usar azurita, menos costosa. Al ser rico, Melzi podía permitirse pintar toda la prenda en ultramarino puro.

## En la cultura popular
Flora aparece en la portada del álbum de 2009 del cantante italiano Mango, Gli amori son finestre.
En 2012, una copia de Flora del siglo XVI se vendió en Christie's por 937,250 libras esterlinas a un coleccionista privado de San Petersburgo, Rusia.

## Copias

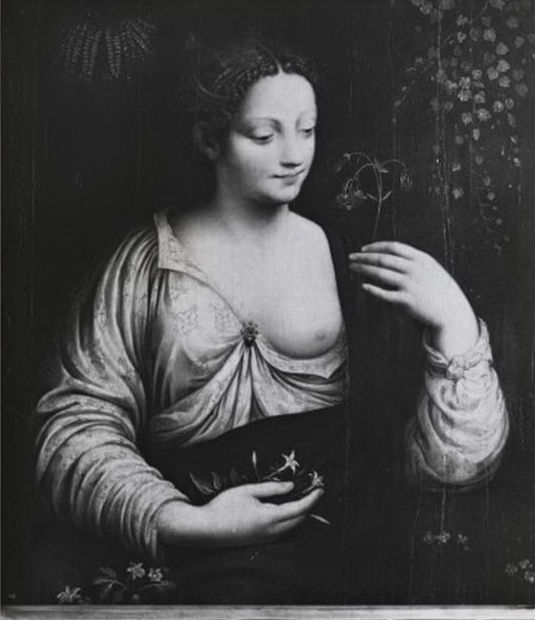
Copia según Francesco Melzi, "La Colombina (Flora)", después de mediados del siglo XVI. Óleo sobre panel acunado, 29 1/2 × 25 in (74.93 × 63.5   cm). Museo de Bellas Artes de Virginia (53.29.4).
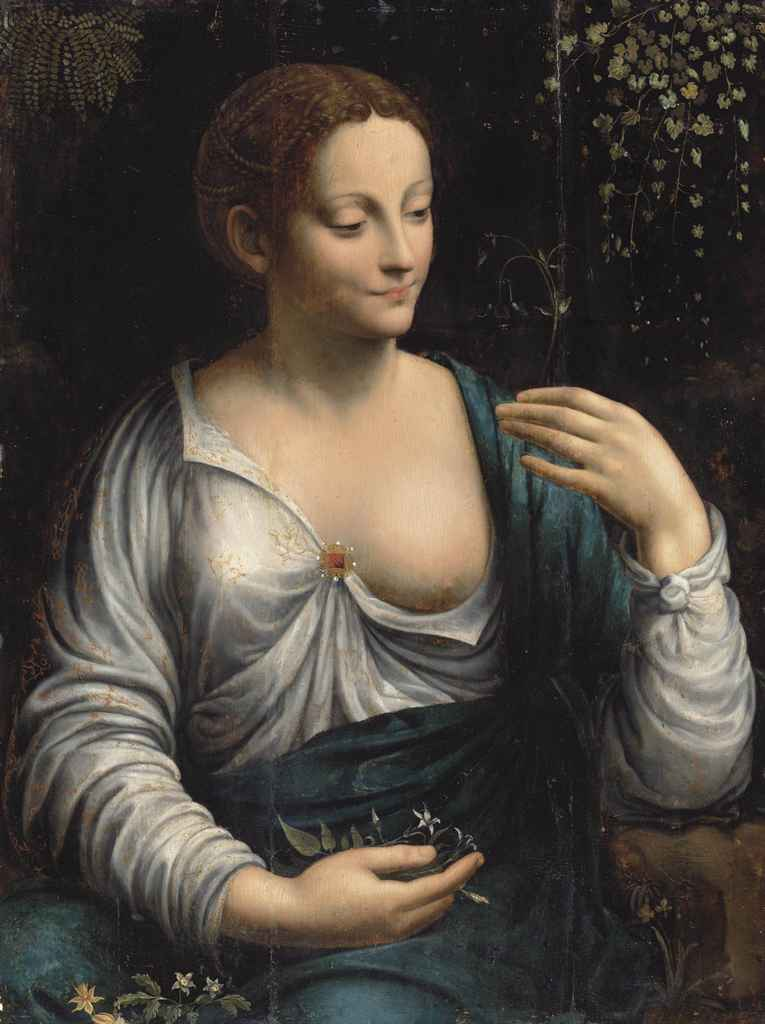
Seguidor de Leonardo da Vinci, "Flora", del siglo XVI. Óleo sobre panel, 26¾ x 20 in. (68 x 50.8 cm). Colección privada, San Petersburgo (Christie's Old Master & British Painting Day Sale, Londres, 4 de julio de 2012, lote 108).
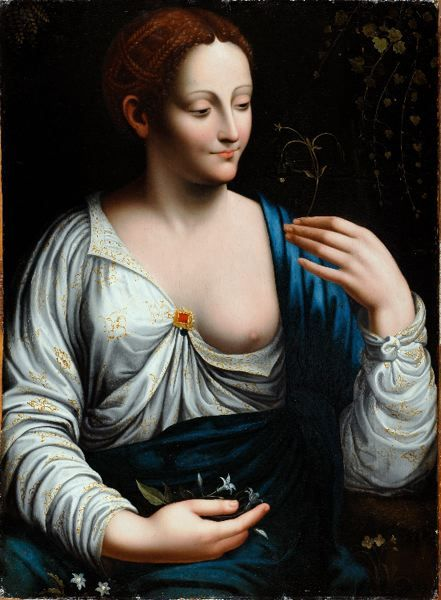
Copia según Francesco Melzi, "Flora o La Colombina", siglo XVI. Óleo sobre panel, 64,5 x 47,7 cm. Castillo de Blois (869.2.15).
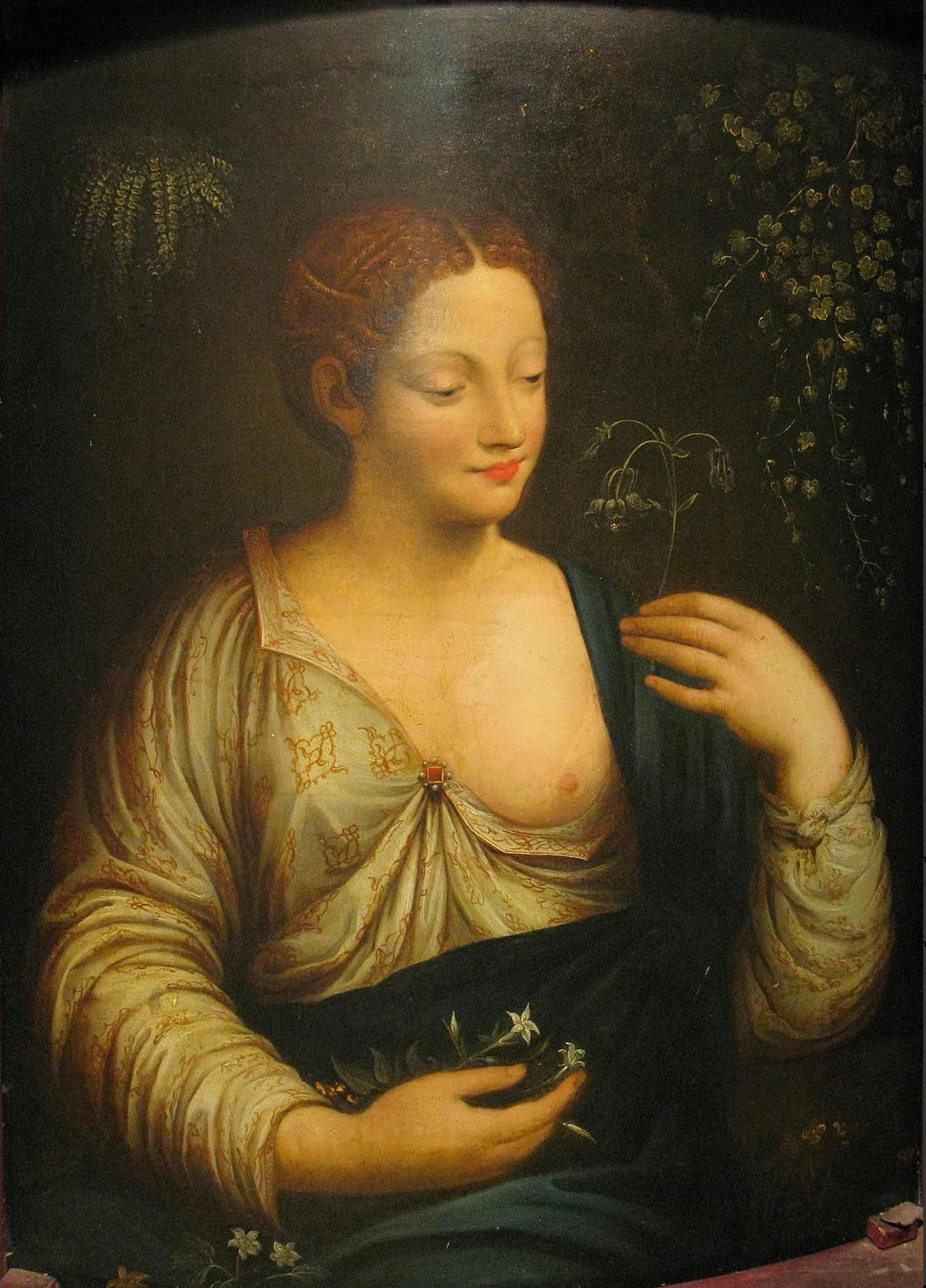
Copia según Francesco Melzi, "Flora". Óleo sobre panel, 30 1/4 x 22 1/2 in. Colección privada (Bonhams Period Art & Design, San Francisco, 20 de enero de 2013, lote 3001).
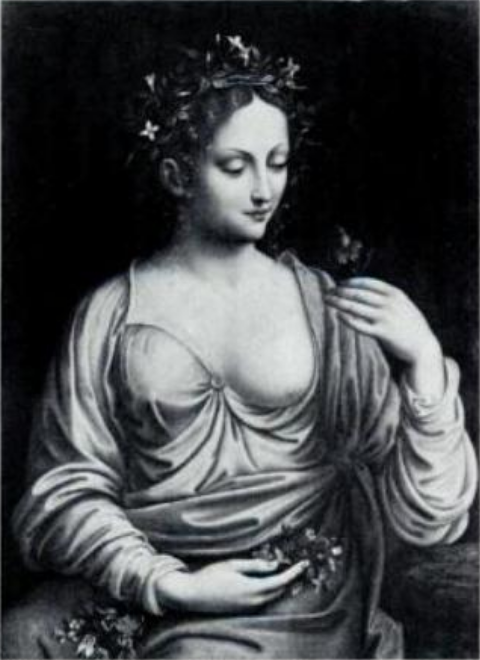
Atribuido a Francesco Melzi, Flora, hacia 1510. Óleo sobre panel. Paradero desconocido (anteriormente París, colección Príncipe I. de Baranowicz).

## Documentación adicional
- E. de Bruyn, ‘’De schilderijenverzameling van Zijne Koninklijke Hoogheid de prins van Oranje te Brussel’’, Bulletin de la Classe des Beaux Arts, Académie Royale de Belgique 28 (1946), 155-63.
- H. E. van Gelder, ‘’De kinsteverzameling van kning Willem II’’, Maandlad voor de Beeldende Kunsten 24 (1948), 137-48.
- Erik Hinterding and Femy Horsch, ‘‘’A Small but choice collection’’: the art gallery of King Willem II of the Netherlands (1792-1849)’, Simiolus: Netherlands Quarterly for the History of Art 19, no.1/2 (1989), 4-122. [Incluye una 'Reconstrucción de la colección de pinturas de viejos maestros' pp. 55-122. La procedencia de Flora se encuentra en las páginas 13 y 114].
- Tatyana K. Kustodieva, The Hermitage: Catalogue of Western European Painting; Italian Painting, Thirteenth to Sixteenth Centuries (Moscow and Florence: Iskusstvo Publishers, 1994), 296-7.
- Darius A. Spieth, Revolutionary Paris and the Market for Netherlandish Art (Leiden and Boston: Brill, 2018), 99 note 194 and 270-1.
- Wilhelm Suida, Leonardo und sein Kreis (Múnich: 1929), 232-33, fig. 302